# Duvvicker
Duvvicker (Vicia hirsuta) är en växtart i familjen ärtväxter. 
Duvvicker är ettårig, 25-80 centimeter lång och har ett krypande växtsätt. 
Artens naturliga utbredningsområde är Europa, Nordafrika och västra Asien, men den har spritts av människan till stora delar av världen, som ogräs. 
Duvvicker har spensliga klättrande stänglar. Bladen har 6-9 par av småblad och ett grenat klänge i spetsen. Småbladen är smala och lite avskurna i spetsen, där det ofta finns en liten udd. De blåaktigt vita blommorna sitter 4-6 stycken tillsammans i en klase med lång stjälk. Skidorna är svarta, håriga och 2-fröiga.
I Danmark är duvvicker allmän på åkerjord, i branta sluttningar, grustag, sanddyner och längs vägar. Den blommar från maj till juli.
Artepitetet hirsutum (latin) betyder raggig och syftar på den håriga fruktbaljan.

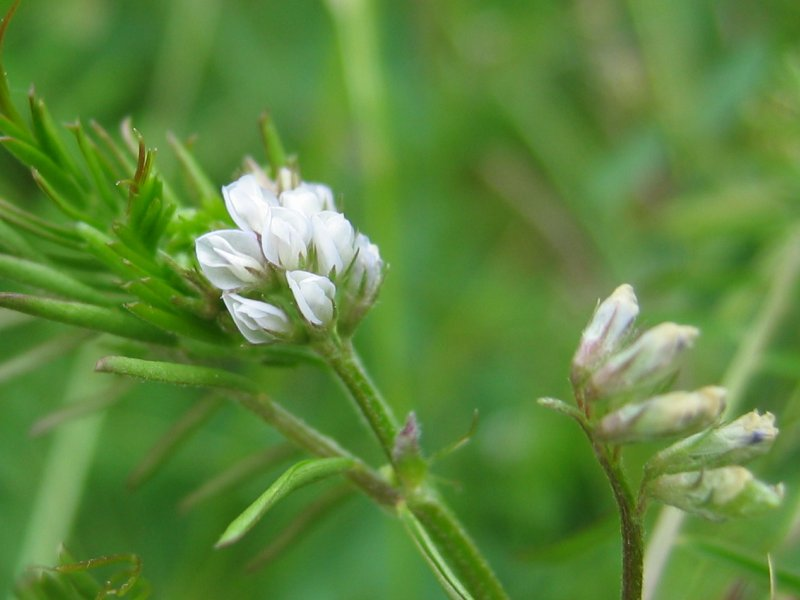
Blommande duvvicker.